# Xenopsylla astia
Xenopsylla astia är en loppart som beskrevs av Rothschild 1911. Xenopsylla astia ingår i släktet Xenopsylla och familjen husloppor. Inga underarter finns listade i Catalogue of Life.